# Еналаприл
Еналаприл је средство из групе АЦЕ-инхибитора, које се користи за лијечење хипертензије и појединих типова хроничних болести срца.
Сам еналаприл је инактивна супстанца (предлијек). Принцип његовог дјеловања се заснива на преласку у еналаприлат, који је инхибитор ангиотензин конвертујућег ензима (АЦЕ).